# Skins (phim truyền hình)
Skins là bộ phim truyền hình teen của Anh giành giải BAFTA, kể về một nhóm thiếu niên tại Bristol, Tây Nam Anh, trong 2 năm đại học. Cốt truyện gây tranh cãi của phim đã khai thác những vấn đề như rối loạn gia đình, rối loạn tâm thần (ví dụ như rối loạn ăn uống), giới tính, tình dục thanh thiếu niên, lạm dụng chất kích thích và cái chết. Bộ phim được sáng lập bởi hai cha con biên kịch truyền hình người Scotland Bryan Elsley và Jamie Brittain cho Company Pictures, và được công chiếu trên E4 vào ngày 25 tháng 1 năm 2007. Bộ phim tiếp tục chiếm tỉ lệ người xem cao nhất trong đối tượng khán giả nhắm đến và thành công với các nhà phê bình.

## Thế hệ đầu tiên
Bộ phim dành cho thiếu niên kể về một nhóm bạn với những rắc rối hằng ngày mà họ phải đương đầu. Từ chuyện gia đình và các mối quan hệ phức tạp của họ, cho tới tình yêu đầu đời. Những buổi tiệc thâu đêm, sử dụng cần sa cho tới cách nhìn về tình dục và giới tính của giới trẻ.

### Phần Một
Tập một có tên là "Tony", mỗi tập của bộ phim là một mảnh ghép về cuộc sống cá nhân của một người trong nhóm bạn, tập này sẽ giới thiệu tất cả các nhân vật và cách dẫn dắt cốt truyện. Tony xuất hiện như là một cậu bé hấp dẫn, thông minh và được nhiều người ngưỡng mộ. Cậu đang cố sắp xếp cho cả đám bạn được tham dự một bữa tiệc được tổ chức bởi một cô gái lớp trên là Abigail Stock (Georgina Moffat).
Trong tập hai "Cassie", tập trung vào buổi gặp mặt cuối cùng của Cassie ở một trung tâm hỗ trợ chứng rối loạn ăn uống dưới sự giám sát của mẹ của Abigail là bác sĩ Stock. Hằng ngày, cô vẩn nhận được những tin nhăn vô danh với nội dung khuyên cô nên cố gắng ăn lại, cô tưởng chừng như những tin nhắn này giữ từ Sid, người mà cô nghĩ mình đang có tình cảm với cậu.
Trong tập "Jal" ta sẽ theo cô tham dự vào giải BBC Young Musician of the Year, bên cạch đó ta cũng khám phá mồi quan hệ hết sức căng thẳng với người cha nhạc sĩ nổi tiếng của mình. Do trong bữa tiệc của Tony tổ chức, Sid đã mua thiếu một túi cần sa của tên 'Mad Twatter' nên giờ đây hắn tìm đến để đòi nợ. Chẳng may lúc này Sid và Jal bị bắt, hắn tức giận do Sid không trả tiền cho hắn nên hắn đã đập vỡ cây kèn clarinet của Jal. Sau sự kiện cây kèn bị vỡ, mối quan hệ giữa Jal và cha dần được giải toả.
Trong tập "Chris", Chris bị mẹ của mình bỏ rơi trong chính căn nhà họ sống, cùng với £1,000 tiền mặt để lại trên bàn. Cậu nhanh chóng tiêu sạch món tiền đó vào các bữa tiệc, cuối cùng với sự giúp đỡ của giáo viên tư vấn tâm lý Angie (Siwan Morris) cậu dọn tới ở tại ký túc xá tạm thời cho sinh viên.
Ở tập năm "Sid", cho ta thấy Sid phải đối diện trước sự chia tay của cha mẹ mình. Tony thì có kế hoạch nhằm gán ghép Sid với Michelle, nhưng thực sự thì ý đồ của anh là hôn Anbigail trước mặt Michella trong buổi diễn và trong phòng thay đồ. Việc Sid đi với Michelle vào tối hôm đấy đã làm Cassie thực sự đau khổ, cô tìm cách tự tử nhưng được cứu sống.
Trong tập sáu "Maxxie và Anwar", mọi người cùng trên chuyến bay đến nước Nga cho bài luận của buổi học. Anwar sau khi nhìn thấy cô gái người Nga đã mang lòng yêu cô. Anwar và Maxxie có cuộc cãi vả vì Anwar nói rằng "Trong Đạo Hồi, gay là sai trái". Điều đấy làm Maxxie tức giận và đổi phòng ngủ thay với Sid. Anwar khi thấy cô gái người Nga bị bạo hành bởi người chồng thì cậu đã ra kế hoạch sẽ giải cứu cô ấy cùng Sid. Cùng lúc đó Michelle và Jal đi đến quán rượu và tán tỉnh các anh cảnh sát. Anwar cứu cô gái người Nga thoát từ cầu thang cậu ấy mang dự phòng, leo xuống và bỏ mặc Sid tự nhảy từ lầu 2 xuống. Đến cuối phim khi Anwar bị người chồng bạo hành của cô gái Nga chỉa súng, Maxxie đã từ phía sau giật súng, và cảnh sát cũng bất ngờ ập đến bắt ông ấy. Tình bạn giữa Maxxie và Anwar cũng gắn kết thêm từ đấy.
Trong tập 7 "Michelle", trong tập trước Tony đã quan hệ với Maxxie, điều này làm Michelle cực kì tức giận Tony, và 2 người có cuộc ẩu đả và tạm thời chia tay. Michelle và Sid quyết định sẽ đến nơi bác sĩ Stock để thăm Cassie, Michelle bất ngờ gặp Josh (anh trai của Abigail), 2 người quen nhau và hẹn nhau trong quán ăn. Lúc về, Tony đã thuê người móc cắp điện thoại Josh và gửi hình khỏa thân của Abigail mà cậu ấy chụp cho Michelle cùng lời đe dọa tránh xa Josh. Michelle đau buồn về đến nhà, cũng là lúc mẹ cô ấy đã có cuộc cãi vã với Malcolm (dượng kế của Michelle).
Trong tập 8 "Effy", Effy là em gái của Tony. Effy cùng với cô bạn đi chơi cùng bọn dân chơi mà cũng là một trong đàn em của Josh. Tony lo lắng tìm kiếm em gái mình, cậu ấy cùng Sid dùng chiếc xe hơi của cha Sid. Trong lúc không tìm được, thất vọng, Tony đã kể cho Sid về việc đã dùng điện thoại Josh gửi hình khỏa em gái Josh cho Michelle. Điều này làm Sid tức giận, chạy đến quán gà chờ Cassie ngay đó và bỏ cậu ở lại. Lát sau, Tony được một người thuộc nhóm bữa tiệc của Josh chở đến. Tony liền chạy vào bữa tiệc tìm kiếm em gái mình đã hôn mê do sử dụng thuốc quá liều. Đó là kế hoạch của Josh, dụ Tony vào được đến đấy, Josh bắt Tony phải quan hệ với Effy (em gái mình) để trả thù cho việc trước. Tony cầu xin, rơi giọt lệ đầu tiên vì em gái mình và được Josh tha thứ. Sid đến bữa tiệc đấy và đón Tony cùng em gái cậu đến bệnh viện. Effy phải tạm thời học trường giáo dưỡng do sử dụng chất kích thích.
Tập 9 "Everyone" là tập cuối kết thúc phần 1 (không tính tập đặc biệt kéo dài 10 phút) là tập mà sẽ tập trung vào mỗi người. Hôm đấy là sinh nhật Anwar. Đó cũng là ngày cuối cùng Cassie ở lại và ngày mai cậu phải dời đến Scotland vì việc chữa trị không hiệu quả. Cassie cùng người bạn trong bệnh viện được cho ra ngoài đi dạo, lý do quan trọng là Cassie muốn gửi lá thư của mình cho Sid. Cùng lúc đấy Sid cũng chạy đến bệnh viện đòi gặp Cassie. Với bộ dạng không bình thường (áo hình Super-dog có âm thanh và mang giày và vớ khác nhau), bác sĩ tưởng nhầm Sid bị tâm thần và nhốt ở phòng giam để chữa bệnh. Tony đã bảo lãnh Sid về và đưa cho cậu bức thư của Cassie, 2 người cùng nhau đi đến bữa tiệc sinh nhật của Anwar. Đó là thời điểm các nhân vật trong truyện vui đùa trong bữa tiệc. Tony gọi Michelle để nói lời xin lỗi và cầu xin cô hãy bắt đầu lại từ đầu. Không may thay, Tony bị chiếc xe buýt đâm và nằm bất tĩnh. Phần 1 kết thúc cùng với bản nhạc buồn, Effy ôm anh trai mình trong lòng với bộ dạng đầy máu me. Sid lái xe đến nơi ghế đá - nơi mà Cassie chọn làm nơi tự sát. 2 người ngồi cạnh nhau và câu truyện chính thức kết thúc.
Với tập 10 "Tập đặc biệt" kéo dài trong 10 phút nói về bữa tiệc do Chris tổ chức - bữa tiệc hoang dã của người da đỏ. Cốt truyện đa phần chỉ xung quanh về bữa tiệc. Trong tập này không có sự xuất hiện của Tony.